# Músculo reto superior
O músculo reto superior é um músculo extraocular. Tem como função a elevação do eixo visual, rotação interna do bulbo do olho.